# ذمقع (المضاربة والعارة)

تعديل مصدري - تعديل

ذمقـع هي إحدى قرى عزلة المضاربة بمديرية المضاربة والعارة التابعة لمحافظة لحج، بلغ تعداد سكانها 61 نسمة حسب تعداد اليمن لعام 2004.